# Wierecieje (przystanek kolejowy)
Wierecieje (biał. Верацеі, ros. Веретеи) – przystanek kolejowy w miejscowości Wierecieje, w rejonie postawskim, w obwodzie witebskim, na Białorusi. Położony jest na linii Królewszczyzna - Łyntupy.